# Lovelock (Nevada)
Lovelock je jediné a sídelní město okresu Pershing County ve státě Nevada ve Spojených státech amerických. Žije zde přibližně 1 800 obyvatel.
V polovině 60. let 19. století přišel do oblasti z Kalifornie anglický osadník George Lovelock, který zde koupil pozemky. V roce 1868 byla tudy postavena železnice Southern Pacific Transportation a začala tu růst osada pojmenovaná právě po Lovelockovi. Městem je Lovelock od roku 1917, o dva roky později se stal sídelním městem nově vzniklého okresu Pershing County.
Severovýchodně od města se nachází věznice, městem prochází dálnice Interstate 80.